# Crista Flanagan
Crista Flanagan (Mount Vernon,Illinois; 24 de fevereiro de 1976) é uma atriz norte-americana, mais conhecida por ter feito parte do elenco do MADtv.